# SN 1992H
SN 1992H – supernowa typu II odkryta 11 lutego 1992 roku w galaktyce NGC 5377. W momencie odkrycia miała maksymalną jasność 15,00m.